# SSゾイド
SSゾイド（エスエスゾイド）は、タカラトミー（旧トミー）より発売されている『ゾイド』シリーズに登場する架空の兵器。2001年より商品ラインナップに登場した、可動部を多く設けられた小型の無動力キットを指す。

## 概要
『ゾイド』シリーズにおいては第2期シリーズ（1999～2006年）に登場。玩具商品は2001～2002年にかけて行われ、ゾイドシリーズの各種メディアミックスで登場した。
発売された製品のうち、ディマンティスはトミー（現タカラトミー）の奥津正道が担当した。
商品仕様
各キットともに内蔵動力は廃されている。キラードーム以外のキットには4つのキャップとアンテナ2本を備えた共通のゴムランナーが使用されており、パイロット以外の何らかのフィギュアが付属する場合が多い。1999年以降のゾイドはその多くにおいて中国・タイ生産を行っていたが、SSゾイドの初版キットは国産であった。
装備類の軸径は共通化されているため、SSゾイド間で組み替える遊びも推奨されていた。
| SSゾイド商品一覧      | SSゾイド商品一覧 | SSゾイド商品一覧 |
| 商品名                | 発売日           | 備考 |
| --------------------- | ---------------- | --- |
| EZ-047 マッカーチス   | 2001年6月        | 腕とハサミ、足、尻尾と先端のスモークディスチャージャー、加速ビーム砲が可動。尻尾は節ごとに関節が設けられており、先端が前を向くほどに大きく曲げられる。 片手を上げた立ちポーズのフィギュアが付属する。 |
| EZ-048 ディマンティス | 2001年6月        | 鎌を含めた腕、脚、羽、首、背部ステップ部分、ガトリング、3連ビーム砲が可動する。設定通りの本体連結ギミックも搭載している。双眼鏡を構える兵士のフィギュアが付属しており、開閉式の背部ステップに搭乗させることができる。 |
| EZ-050 ディロフォース | 2001年8月        | 首、口、手、足と爪、エリマキ、脚部および尾部のブレードが展開する。パイロットはバイクのようにシートに跨る。 頭部にはバーサークフューラーの腕との合体ギミックがある。ロケットランチャーを構える兵士と土嚢のフィギュアが付属する。 |
| EZ-051 グランチャー   | 2001年8月        | 首、足首が可動。3枚のレーザーソードは背部のレーザー砲を上下させると連動して前後可動する。脚部は下方向に畳むことで地中潜航形態に変形する。 レーザーブレードは取り外してバーサークフューラーの肩にも装着可能だが、そのためにはグランチャー本体を一度分解する必要がある。ロケットランチャーを構える兵士と土嚢のフィギュアが付属する。 |
| RZ-058 メガレオン     | 2002年2月        | 従来のゾイドと比べてクリアパーツの使用量が多いのが特徴。足と足首、口、目が可動する。設定通りの背部ギミックも搭載。目の回転軸に仕込まれたギアによってアームキャッチャ―を伸縮させられるが、キャッチャー部分を外さないと口が閉じない（外したキャッチャー部は腹部に貼り付けておける）。尻尾は上下の向きを逆にして取り付けることで丸めた方向の変更を表現できる。また、アームキャッチャーに捕まった状態の兵士フィギュアが付属する。 頬にディロフォースのEシールドを、脇腹にグランチャーのレーザーブレードを装着できるラックが存在し、組み替えて遊ぶことができる。 |
| EZ-059 グレイヴクアマ | 2002年2月        | 頭、首、足、尻尾が可動。首を下げると羽が倒れて飛行形態に変形する。通常のシールとは別に機体のラインペイントを表現するシールが付属する。 ディロフォースとは背部パックの規格が共通化されており、このゾイドのウイングを装着することができる。 箱状の部品を抱えた兵士と整備兵のフィギュアが付属する。 没案ではライガーゼロイクスと合体しキャノン砲となるデザインが起こされていた。 |
| EZ-061 キラードーム   | 2002年3月        | 動力による歩行・走行ギミックを持たない。腹甲部の車輪を回転させると、ギアにより背部のレドーム（甲羅）が回転するとともに、ハサミを開閉させる。これらの動作を行うためのギアユニットは、前胴中心部をほぼ占有し、さらにハサミ基部までシャフトが延びる大きなものである。ダークスパイナーとドッキングすることによってスパイナー側から動力が伝達され、レドーム回転とハサミ開閉のギミックが電動化される。ドッキングさせる場合には、ギアユニット下部左側面の車輪を外す。手動ギミックは脚の開閉のみ。SSゾイドだが機体サイズや重量は中型ゾイドに匹敵し、使用されているキャップも大型ゾイド用の物である。 『ゾイドフューザーズ』での登場に際し、ダークスパイナー、キラードーム、新規シールを同梱した「FZ-011 キラースパイナー」としても発売された。 |
| RZ-062 セイバリオン   | 2002年4月        | 脚、口、尻尾、三本のブレードが可動する。頭頂部のブレードは前後に展開、両頬の2本はボールジョイントで横方向への展開や捻りも行える。脚部は付け根と足首にボールジョイントを使用しており、肘や膝にも細かく関節が設けられている。コクピット自体はディロフォースやガンタイガーと同じくバイク式になっている。箱などのジオラマ写真では装甲部の色が青に近いが、製品の成型色は緑に近い。 |
| EZ-063 ガンタイガー   | 2002年5月        | 脚、首、口、尻尾、肩の装甲が可動する。脚部は付け根と足首にボールジョイントを使用しており、肘や膝にも細かく関節が設けられている。 首を下げるとスタティックマグナムが仕込まれているが、これを展開させるには背中の装甲を一度外す必要がある。ディロフォースと同じくバイクのようなコクピットシートを持つ。 |

## 設定
SSゾイドとは超小型ゾイドを意味する。中型以上のゾイドは高い性能を持ちつつも戦局の悪化と共に稼働率と供給が低下する危険性を有しており、実際の戦場においては最も有効な状況下において投入される特別な存在であった。ガイロス帝国を隠れ蓑に組織化されていた鉄竜騎兵団においては特に中・大型以上のゾイド供給はスムーズなものではなく、その戦力の中核は強力な小型ゾイドが据えられた。
最新の技術によって新たに開発されたこのゾイド群は機体サイズから推し量ることのできない戦闘力や特化された機能を持ち、従来のものと区別するため、SSゾイドと呼称された。実戦においてSSゾイドはドラグーンネストによる拠点の分散や、ダークスパイナーなどのジャミングの支援によって敵機コントロールの阻害や長距離狙撃を封殺していたこともあり、多大な戦果を挙げた。一方で、共通の弱点として防御力が低い傾向にある。
鉄竜騎兵団との戦闘でその有効性を身をもって知ったヘリック共和国軍も、独自のSSゾイドを開発している。しかし鉄竜騎兵団の侵攻によって中央大陸の覇権を失ったことと、より低コストなゾイドブロックスが開発されたことから、SSゾイドはその役割をブロックスに取って代わられている。

## ガンタイガー
| ガンタイガー GUNTIGER | ガンタイガー GUNTIGER |
| --------------------- | --- |
| 番号                  | EZ-063 |
| 所属                  | ガイロス帝国軍・鉄竜騎兵団 ネオゼネバス帝国 |
| 分類                  | タイガー型 |
| 全長                  | 7.9m |
| 全高                  | 5.5m |
| 重量                  | 12.5t |
| 最高速度              | 270.0km/h |
| 乗員人数              | 1名 |
| 武装 装備             | AZ105mmスタティックマグナム ハイフリークエンシファング ハイフリークエンシクロー×4 デュアルセンサーアイ レーダーイヤー×2 イオンブースター×2 マルチアンテナ×2 後方警戒センサー |

タイガー型SSゾイド。高い運動性能と機動力、そして小型機離れした戦闘力を有しており、鉄竜騎兵団（）幻影部隊（ステルス機と高速機で編成された奇襲部隊）においてライガーゼロイクスをサポートする。対ゲリラ戦や建物など遮蔽物の多い市街戦を得意とし、ヘリック共和国首都攻略戦で活躍した。砲撃力ではセイバリオンに勝る。
武装・装備
AZ105mmスタティックマグナム
背部に装備する。連射は不可能だが、中型ゾイドの装甲を貫通する威力を持つ。
非使用時は砲身が格納される。
ハイフリークエンシファング
ガンタイガーの牙部。
ハイフリークエンシクロー
四肢の爪部。
デュアルセンサーアイ
ガンタイガーの眼部。
レーダーイヤー
ガンタイガーの耳部。
イオンブースター
前肢の肩部に装備する。
マルチアンテナ
コクピットの真後ろに搭載する。マッカーチスやディマンティスと共通の装備。
後方警戒センサー
尾部に装備する。
作中の活躍
ZAC2101年12月、ヘリックシティにおける戦いで登場。ライガーゼロイクスに随行しセイバリオンを追撃するものの、脱出を許している。

## キラードーム
| キラードーム KILLER DOME | キラードーム KILLER DOME |
| ------------------------ | --- |
| 番号                     | EZ-061（ガイロス帝国/ネオゼネバス帝国） 設定なし（フューザーズ）                                                                              |
| 所属                     | ガイロス帝国軍・鉄竜騎兵団 ネオゼネバス帝国 チーム・ドラールス（フューザーズ）                                                                |
| 分類                     | カニ型 |
| 全長                     | 6.0m |
| 全高                     | 4.1m |
| 重量                     | 35.0t |
| 最高速度                 | 水中 38.0kt 陸上 150.0km/h |
| 乗員人数                 | 1名 |
| 主な搭乗者               | ラトル・ドラールス（フューザーズ） |
| 武装 装備                | ジャイアントグラブ×2 ハイパークロー×8 ガトリング砲×2 レーザーキャノン砲×2 AZパルスレーザー砲×8 3D電子式レーダー レーザーセンサー×4 連結ラッチ |

中央大陸侵攻を念頭に開発された、鉄竜騎兵団（）のカニ型ゾイド。本来は電子戦を想定した機体であったが、前面投影面積の小ささおよびレドーム自体の重装甲によって直接戦闘が可能と判明。各種重装備が追加された。上陸戦・渡河戦を得意とし、その装甲厚や全高の低さから高い生還率を誇る。また、CZS（）をも導入し、EZ-060 ダークスパイナーとドッキング可能。ダークスパイナーとの合体後は武装の出力が向上する。
武装・装備
ジャイアントグラブ
キラードームの鋏部。小型ゾイドを一撃で真っ二つにすることも可能としている。
ハイパークロー
キラードームの歩脚。
ガトリング砲
ジャイアントクラブ内部に格納される。
スナイプマスタークラスの機体を貫通し撃破可能な威力を持つ。
レーザーキャノン砲
ジャイアントクラブ側面に内蔵される。大口径の中距離戦用装備で、威力が高い。
AZパルスレーザー砲
3D電子式レーダーの縁に設置される。レーダーごと回転させることで、シャワーのように敵機を薙ぎ払うことも可能。
3D電子式レーダー
キラードームの甲羅部。レドームと重装甲がセットとなっている。
スナイプマスターのスナイパーライフルならば完全に防ぎきる防御力を有する。
レーザーセンサー
3D電子式レーダー上面に設置される。いち早く敵機の接近を捕捉することが可能で、隠れた敵をも発見できる。
連結ラッチ
キラードームの仕様変更後に追加された装備。
ラッチ部には車輪を有する。
作中の活躍
バトルストーリー
ZAC2101年12月、鉄竜騎兵団の中央大陸侵攻時に活躍。スナイプマスターを圧倒した。
アニメ
『ゾイドフューザーズ』では、チーム・ドラールスのラトルが搭乗。マロイの搭乗するダークスパイナーとのZiユニゾンによってキラースパイナーとなる。
1話でラスターニ率いるチーム・ブラックインパクトと対戦し、2対3（ユニゾンしているので事実上1対3）で戦ってこれを圧倒した。その際、レーザーブレードを受け付けない装甲の頑強さをも見せた。
同アニメにおいては機体下からのジェット噴射で飛行することで前進もできる。
ゲーム
多くのゲームでは主にダークスパイナーの武装として扱われていることが多い。ゾイドVS.IIではBloxと記載されている。また、このころは合体時の名称はダークスパイナーKDだった。
続編ではブラキオレックスやD.A.リザード、ライガーゼロフェニックスにも装備させることができ、射撃とハンマー攻撃ができるカニ型兵器とされている。

### キラードームマキシ
| キラードームマキシ KILLER DOME MAXI | キラードームマキシ KILLER DOME MAXI |
| ----------------------------------- | ----------------------------------- |
| 所属                                | ガイロス帝国軍・鉄竜騎兵団          |
| 分類                                | カニ型                              |

電撃ホビーマガジン2002年7月号掲載。ダークスパイナーとの合体能力を排除し、機動性と策敵性能を向上させた改造タイプ。脚部がノーマルよりも大型化している。

## グランチャー
| グランチャー GROUNCHAR | グランチャー GROUNCHAR                                                                                              |
| ---------------------- | --- |
| 番号                   | EZ-051 |
| 所属                   | ガイロス帝国軍・鉄竜騎兵団 ネオゼネバス帝国                                                                         |
| 分類                   | ハリモグラ型 |
| 全長                   | 9.3m |
| 全高                   | 3.6m |
| 重量                   | 20.0t |
| 最高速度               | 地上 120.0km/h 地中 約20～30km/h(岩盤の固さで前後)                                                                  |
| 乗員人数               | 1名 |
| 主な搭乗者             | キャプリ・コンラッド（ゾイドバトルカードゲーム）                                                                    |
| 武装 装備              | 小型マグネーザー×2 パルスレーザーガン×1 超硬度ドリル×4 レーザーソード×3 ハイパーキラークロー×4 トリプルレーザー砲×1 |

鉄竜騎兵団（）に所属するハリモグラ型特殊工作用ゾイド。ゾイド史上初の地底機である。また、電子戦装備も充実し、「魔の海域」と恐れられるトライアングルダラスの強電磁波と似た妨害電波「ジャミングウェーブ」を発生させる機能を持つ。敵ゾイドはこのジャミングウェーブに電子機能を狂わされ、行動不能に陥ってしまう。戦闘能力も各種兵装の充実によって並の中型ゾイドに後れを取ることはない。四肢の脚部を内側に折り畳みボーリング形態をとることも可能。
武装・装備
小型マグネーザー
吻下部の左右に装備。本機の格闘戦用装備の一つ。地中潜航の際は掘削にも使用される。
パルスレーザーガン
吻の下部、小型マグネーザーの間に装備。
超硬度ドリル
四肢に計4基備える。地中潜航用の装備。
レーザーソード
背部に装備。格闘戦用の装備であるが、ジャミングウェーブ発生の際はここから電磁波を放出する。
バーサークフューラーの追加武装としても使用することが可能。
ハイパーキラークロー
四肢の爪。
トリプルレーザー砲
背部後端に装備する。
作中の活躍
バトルストーリー
ZAC2101年8月のニクス大陸ウィグリド平原の戦いにおいては、ジャミングウェーブを地下から発し閃光師団の機体を稼働不能に追い込んだ。
ZAC2106年早春にはクック要塞攻略戦において攻め入るヘリック共和国軍のゴジュラスギガに奇襲攻撃を敢行。脚部装甲の隙間にパルスレーザーガンを着弾させ、損傷させた。
てれびくん掲載ストーリー
ケーニッヒウルフに対し4機がかりのジャミングウェーブで身動きを封じるが、救援に現れたガンブラスターにより拘束を解除され、ケーニッヒウルフに撃破された。

## グレイヴクアマ
| グレイヴクアマ GLAIVE QUAMA | グレイヴクアマ GLAIVE QUAMA                                                     |
| --------------------------- | ------------------------------------------------------------------------------- |
| 番号                        | EZ-059                                                                          |
| 所属                        | ガイロス帝国軍・鉄竜騎兵団 ネオゼネバス帝国                                     |
| 分類                        | ロンギスクアマ型                                                                |
| 全長                        | 11.5m                                                                           |
| 全高                        | 7.9m                                                                            |
| 重量                        | 22.0                                                                            |
| 最高速度                    | M2.5                                                                            |
| 乗員人数                    | 1名                                                                             |
| 武装 装備                   | パルスレーザーガン×2 ハイパーキラークロー×4 ソードウイング×2 高機動ブースター×6 |

鉄竜騎兵団（）に配備されたロンギスクアマ型ゾイド。元々は対地攻撃機として開発が行われていたが、実戦テスト時に高度1万m以下の低空戦闘において中型ゾイドのEZ-005 レドラーをも上回る戦闘力を証明。爆撃から輸送・空戦までを行うゾイドとして位置づけられている。反面、航続距離は短いため、レドラーからの空中給油によってそれを補う。また、二足歩行も可能であり、陸戦能力を有する。
武装・装備
パルスレーザーガン
前肢に装備する。
ハイパーキラークロー
四肢の爪部。
ソードウイング
主翼部。格闘戦用の装備を兼ねる。
高機動ブースター
後肢それぞれに計2基、尾部に4基装備する。
フック
本体腹部に増設可能な、SSゾイド一機を懸吊する専用フック。
地上ゾイドを戦地に送り込み、空挺作戦でヘリック共和国軍に大きな損害を与えた。

## セイバリオン
| セイバリオン SABERLION | セイバリオン SABERLION |
| ---------------------- | --- |
| 番号                   | RZ-062 |
| 所属                   | ヘリック共和国 |
| 分類                   | ライオン型 |
| 全長                   | 8.5m |
| 全高                   | 6.0m |
| 重量                   | 14.5t |
| 最高速度               | 255.0km/h |
| 乗員人数               | 1名 |
| 主な搭乗者             | トミー・パリス大尉 |
| 武装 装備              | ハイフリークエンシファング ハイフリークエンシクロー×4 ハイフリークエンシブレード×3 デュアルセンサーアイ レーダーイヤー×2 スモークディスチャージャー×2 後方警戒センサー |

ヘリック共和国軍が鉄竜騎兵団（）のSSゾイドを参考に開発した、格闘戦を得意とするライオン型SSゾイド。その小型な体躯ゆえに小回りが効き、運動性能において優位性を獲得。ゲリラ戦や市街地戦、高速師団でのサポートを視野に入れて開発されていた。また、ライガーゼロの支援機としての運用も想定されていたとされる。試作1号機が完成した直後にネオゼネバス帝国の侵攻によって共和国軍が駆逐されたことや、その後の共和国軍の主力小型量産機が低コストのブロックスゾイドへ移行したため、「幻のゾイド」と呼ばれるほど配備数が少ない。格闘力においてはEZ-061 ガンタイガーに勝る。
武装・装備
ハイフリークエンシファング
セイバリオンの牙部。
ハイフリークエンシクロー
四肢の爪部。
ハイフリークエンシブレード
左右頬部に1本、頭頂部に1本の計3本装備する。
ライガーゼロイクスの脚を切断するほどの威力を持つ。
デュアルセンサーアイ
セイバリオンの眼部。
レーダーイヤー
セイバリオンの耳部。
スモークディスチャージャー
後脚に装備する。
後方警戒センサー
尾部に装備する。
作中の活躍
ZAC2101年12月。鉄竜騎兵団のヘリックシティ侵攻時に完成直後の試作1号機が共和国大統領ルイーズ･エレナ･キャムフォードの首都脱出に使用された。これは小型なセイバリオンならば追手の裏をかけるという目論見による判断であり、道中ライガーゼロイクスとの交戦が発生しながらもセイバリオンはヘリックシティからの脱出に成功した。しかしながら、その際にコンテナが破損し、ルイーズ大統領は行方不明となっている。

## ディマンティス
| ディマンティス DEMANTIS | ディマンティス DEMANTIS                                                                             |
| ----------------------- | --------------------------------------------------------------------------------------------------- |
| 番号                    | EZ-048                                                                                              |
| 所属                    | ガイロス帝国軍・鉄竜騎兵団 ネオゼネバス帝国 バックドラフト団（スラッシュゼロ）                      |
| 分類                    | カマキリ型                                                                                          |
| 全長                    | 6.48m                                                                                               |
| 全高                    | 7.2m                                                                                                |
| 重量                    | 10.0t                                                                                               |
| 最高速度                | 370.0km/h                                                                                           |
| 乗員人数                | 2名                                                                                                 |
| 主な搭乗者              | ラオン博士(スラッシュゼロ)                                                                          |
| 武装 装備               | 2連装バルカン砲×2 ハイパーファルクス×2 マルチアンテナ×2 ガトリング砲座 イオンブースター 3連ビーム砲 |

鉄竜騎兵団（）に所属する局地戦用のカマキリ型SSゾイド、奇襲や集団戦闘を得意とする。また、ディマンティス同士で連結し大型機に合体することも可能。配備数が多く、中央大陸侵攻の際にも主力を担ったゾイドである。
武装・装備
2連装バルカン砲
前脚部に装備する。
ハイパーファルクス
前脚の鎌。内側にはスパイクが存在し、敵機を引き裂く。このクラス以上の破壊力を誇る兵装。
マルチアンテナ
ディマンティスの触角。
ガトリング砲座
イオンブースター上面に備える。砲座が設置されており、高い貫通力を有する。また、マルチアンテナとの連動で全方位死角がない攻撃が可能。
イオンブースター
腹端に装備。これによってディマンティスは長距離の低空飛行も可能としている。
3連ビーム砲
本体腹部前面に装備する。
作中の活躍
バトルストーリー
ZAC2101年8月、ニクス大陸・ウィグリド平原の戦いでは、グランチャーのジャミングウェーブによって身動きを封じられた閃光師団のゾイドに対し攻撃する姿が見られた。その後、救援に訪れたガンブラスターの砲撃を受けた機体も確認できる。
アニメ
『ゾイド新世紀スラッシュゼロ』ではバックドラフト団の所属機として登場。第21話ではラオン博士が搭乗、第22話では多数の機体がマッカーチスと共にアルティメットXの発掘作業で活躍した。

### キラービー
| キラービー | キラービー                 |
| ---------- | -------------------------- |
| 所属       | ガイロス帝国軍・鉄竜騎兵団 |
| 分類       | ハチ型                     |

ゾイド公式ファンブック3巻に掲載。EZ-048 ディマンティスの飛行能力を強化した改造機。集団で陸戦型ゾイドに対する低空攻撃を行う。
初出は月刊コロコロコミック誌の付録冊子で、ディマンティスとマッカーチスのパーツを用いてミキシングしている。
「キラービー」の呼称は『ゾイド公式ファンブック3』掲載時によるもので、月刊コロコロコミック誌付録掲載時の名称はギャングビーであった。

## ディロフォース
| ディロフォース DILOFORCE | ディロフォース DILOFORCE                                                          |
| ------------------------ | --------------------------------------------------------------------------------- |
| 番号                     | EZ-050                                                                            |
| 所属                     | ガイロス帝国軍・鉄竜騎兵団 ネオゼネバス帝国                                       |
| 分類                     | ディロフォサウルス型                                                              |
| 全長                     | 11.5m                                                                             |
| 全高                     | 5.7m                                                                              |
| 重量                     | 12.0t                                                                             |
| 最高速度                 | 300.0km/h                                                                         |
| 乗員人数                 | 1名                                                                               |
| 主な搭乗者               | アイガー・レオネード少佐 スージー・ミッチェル(ZBCG)                               |
| 武装 装備                | 小型荷電粒子砲×1 Eシールド ハイパーキラークロー×2 レーザーソード×2 テールソード×1 |

鉄竜騎兵団（）のディロフォサウルス型SSゾイド。バーサークフューラーのサポート機であり、共に主力部隊を構成する。最強の陸戦SSゾイドである。突撃戦法を主眼としており、武装構成は遠近双方の戦いに対応する。反面、装甲は薄く、機動力で補っている。集団戦闘時は大型ゾイドを撃破し得る性能を秘めている。コックピットは単独での飛行が可能であり、偵察ビークル・緊急脱出装置としても機能。
武装・装備
小型荷電粒子砲
口腔内に装備する。
本装備とEシールドは頭部ごとバーサークフューラーの追加武装として使用することが可能。
Eシールド
襟巻部分に装備。
ハイパーキラークロー
後ろ足の爪。
レーザーソード
脚部左右に1枚ずつ計2基装備する。この兵装は走行時にウイングとしても機能するため、ディロフォースは高速走行を可能としている。
テールソード
尾部に装備。レーザーソード同様、走行時にはウイングとしての役割を果たす。
作中の活躍
バトルストーリー
ZAC2101年8月、ニクス大陸・ウィグリド平原の戦いでは、グランチャーのジャミングウェーブによって身動きを封じられた閃光師団のゾイドに対し、ディマンティスとともに攻撃する姿が見られた。その後、閃光師団への援軍として参戦したガンブラスターの砲撃を受けた機体も確認できる
漫画
『ZOIDS惑星Zi』では、オサンゾの所有するゾイドの一体として登場。初登場の際はクーゴ（ケーニッヒウルフ）とともに山頂へのレースを行った（この際、背部からグレイヴクアマの羽根を展開し飛行したことでオサンゾが勝利を収めている）。その後はプラチのダークスパイナーに破壊される。

### スプラット
| スプラット | スプラット     |
| ---------- | -------------- |
| 所属       | ヘリック共和国 |
| 分類       | ラビット型     |

ゾイド公式ファンブック3巻に掲載。耳の高性能レーダーで敵を発見し、味方に急報する。
月刊コロコロコミック誌2001年11月号の改造ゾイドアイデア読者公募によって生まれた。作例はディロフォースとディマンティスのパーツを組み合わせて製作されている。

## マッカーチス
| マッカーチス MACCURTIS | マッカーチス MACCURTIS |
| ---------------------- | --- |
| 番号                   | EZ-047 |
| 所属                   | ガイロス帝国軍・鉄竜騎兵団 ネオゼネバス帝国 バックドラフト団（スラッシュゼロ）                                                                                   |
| 分類                   | ザリガニ型 |
| 全長                   | 10.8m |
| 全高                   | 2.7m |
| 重量                   | 12.0t |
| 最高速度               | 水中 32.0kt 陸上 120.0km/h |
| 乗員人数               | 2名 |
| 主な搭乗者             | エレクト・コミュニ(ZBCG) |
| 武装 装備              | ハイパーキラークロー×1 バルカン砲×1 ハイパーバイトクロー×1 マルチアンテナ×2 3連装バルカン砲×1 加速ビーム砲×2 小型スモークディスチャージャー×8 パルスレーザー砲×1 |

鉄竜騎兵団（）に所属するザリガニ型水陸両用SSゾイド。SSゾイドながら中型ゾイドに迫る武装と装甲を備えている。胴体下には小型飛行ビークルも内蔵。鉄竜騎兵団配属時は海戦の主力であったが、単独での強行偵察も敢行でき、湿地帯や川辺での戦いにも適する。ハイパーキラークローによって戦闘力はブラキオスやバリゲーターといったクラスが上のゾイドを凌駕する。帝国側SSゾイドの標準装備として強電磁波に対する遮蔽がなされており、トライアングルダラス内やジャミングウェーブ（グランチャー参照）下でも行動を阻害されない。
武装・装備
ハイパーキラークロー
マッカーチスの右鋏脚。中型ゾイドを切断する威力を持つ。
バルカン砲
ハイパーキラークロー内部に装備する。
ハイパーバイトクロー
マッカーチスの左鋏脚。
マルチアンテナ
マッカーチスの触角部。
3連装バルカン砲
口部に設置される。
加速ビーム砲
背部に2基装備。
小型スモークディスチャージャー
尾部装甲前面に設置される。
強行偵察から奇襲攻撃にまで使用される装備。
パルスレーザー砲
尾部に装備する。
作中の活躍
バトルストーリー
ZAC2106年6月。トライアングルダラスに突入し窮地に追いやられたウルトラザウルス・ザ・キャリアの前に出現。暗黒大陸への誘導を行った。
アニメ
『ゾイド新世紀スラッシュゼロ』ではバックドラフト団の所属機として登場。第22話ではディマンティスと共にアルティメットX発掘調査を行った。

### タフアンレス
| タフアンレス | タフアンレス               |
| ------------ | -------------------------- |
| 所属         | ガイロス帝国軍・鉄竜騎兵団 |
| 分類         | タイコウチ型               |

ゾイド公式ファンブック3巻に掲載。マッカーチスにディマンティスの羽根を取り付けることで短時間の低空飛行を可能にした鉄竜騎兵団（アイゼンドラグーン）海洋部隊の指揮官機。
初出は『月刊コロコロコミック』2001年10月号。読者公募による改造作例で、EZ-047 マッカーチスをベースに、EZ-048 ディマンティスの翅や鎌を装着している。

## メガレオン
| メガレオン MEGALEON | メガレオン MEGALEON                                                                                            |
| ------------------- | --- |
| 番号                | RZ-058 |
| 所属                | ヘリック共和国                                                                                                 |
| 分類                | カメレオン型                                                                                                   |
| 全長                | 10.0m |
| 全高                | 3.6m |
| 重量                | 20.0t |
| 最高速度            | 80.0km/h |
| 乗員人数            | 2名 |
| 武装 装備           | ツインエネルギー砲 パルスレーザーガン×2 アームキャッチャー 遠視スコープ×2 赤外線スコープ×2 3Dレーダー 光学迷彩 |

ヘリック共和国軍がマッカーチスやディマンティスといった鉄竜騎兵団のSSゾイドを参考に開発した超小型ゾイド。本土防衛を主眼としているため、敵地への侵攻を想定していない。そのため、機動力や運動性に劣る弱点を持つ。一方で、機動力の低い弱点を補うため光学迷彩を有しており、上空・地上の双方で発見されづらい隠匿性を獲得。高い余剰出力によって、射撃能力・ステルス性能・索敵能力においては同クラス以上の高性能を誇る。対空攻撃や強行偵察に従事する。
武装・装備
ツインエネルギー砲
背部に装備。頭部スコープと連動し、昼夜や角度を問わず攻撃が可能。高い貫通力を持つ。
コクピットもこの格納庫部に配されており、並列複座式となる。
パルスレーザーガン
尾部に装備する。
アームキャッチャー
メガレオンの口腔に装備する。敵を絡め取る兵装。
遠視スコープ
眼部に装備する。メガレオンは背部にコクピットを移設したことにより、数種類の電子機器を積載するスペースが生まれている。
赤外線スコープ
眼部に装備する。
3Dレーダー
眼部に装備する。
光学迷彩
エネルギースクリーンを用いることで機体を隠匿する装備。
メガレオンはこの光学迷彩によって姿を隠し、待ち伏せしたうえでセンサーにより敵機を補足、ツインエネルギー砲で急所を破壊する戦法を得意としている。
作中の活躍
バトルストーリー
ZAC2101年12月、中央大陸への上陸を果たした鉄竜騎兵団（アイゼンドラグーン）と交戦。対空防御で活躍したが、多勢に無勢で大局を変えるまでには至らなかった。
漫画
『ZOIDS惑星Zi』では、グゥの所有するゾイドの一体として登場。生身のクーゴたちに襲い掛かるが、オサンゾの手によりディロフォースと合体し制御を奪われた。その後はオサンゾのディロフォースともども、ダークスパイナーに破壊される。